# Grand Prix Německa
Grand Prix Německa (německy Großer Preis von Deutschland) je automobilový závod převážně pro vozy formule 1, poprvé organizovaný v roce 1926 a v roce 1951 zařazený do kalendáře mistrovství světa vozů formule 1.

## Historie
V roce 1907 se uskutečnil první závod pořádaný na území Německa – Kaiserpreis na okruhu v pohoří Taunus. Jednalo se o závod vozů limitovaných objemem motoru 8000 cm³, vítězem se stal italský pilot Felice Nazzaro s vozem Fiat.
První Grand Prix Německa se konala na berlínském okruhu AVUS v roce 1926, závod vypsaný pro sportovní vozy se jel za deštivého počasí a byl poznamenán řadou havárii, včetně té, která připravila o život tři komisaře. Bezpečnostní ohledy vedly k přesunutí Grand Prix Německa na okruh Nürburgring, jenž měřil 28,28 km včetně jižní smyčky. První Grand Prix Německa vypsaná pro vozy Grand Prix (předchůdce F1), se uskutečnila v roce 1929 a jejím vítězem byl Louis Chiron na voze Bugatti. Až do vypuknutí druhé světové války dominovali německé Grand Prix domácí piloti na vozech Mercedes a Auto Union.
Nürburgring byl dějištěm velké ceny i po skončení války, v roce 1950 se tu uskutečnil závod formule 2, ale již od roku 1951 je Grand Prix Německa zařazena do kalendáře mistrovství světa formule 1. První poválečné závody zcela ovládlo Ferrari, když zvítězilo v prvních čtyřech ročnících (Alberto Ascari 1950 – 1952 a Giuseppe Farina 1953).
V roce 1959 se konání Grand Prix Německa vrátilo na trať AVUS, jež byla oproti původní verzi z roku 1926, zkrácena a na severním konci přibyla klopená zatáčka. Závod se konal poněkud zvláštním způsobem, jel se ve dvou rozjížďkách a jejím vítězem se stal Tony Brooks, jenž tak obhájil vítězství z předešlého ročníku Grand Prix Německa. Trať AVUS si vyžádal další oběť, v doprovodném závodě sportovních vozů přišel o život Jean Behra. Formule 1 se sem již nikdy nevrátila.
V roce 1960 se Grand Prix vrátila na Nürburgring, kde se konal závod formule 2 a to na krátké jižní části okruhu – Südschleife. Od roku 1961 až do roku 1976 se až na jedinou výjimku (1970 Hockenheimring), konala velká cena na 22,772 km dlouhé severní smyčce – Nordschleife. Stále se zrychlující vozy volaly po naléhavém zvýšení bezpečnosti a až osudná nehoda Nikiho Laudy v Grand Prix Německa 1976, znamenala konec zastaralého Nürburgringu. Od roku 1977 se závody formule 1 vrátily na Hockenheimring, jenž byl původně vybudován jako testovací dráha pro Mercedes. V roce 1968, kdy na této trati přišel o život Jim Clark v závodech formule 2, byly postaveny nové bezpečnostní bariéry. Další tragická nehoda přišla roku 1980, kdy při testech vozu Alfa Romeo zemřel Patrick Depailler. Tato nehoda si vyžádala další změny a to především v zatáčce Ostkurve, která tvořila spojnici mezi dvěma dlouhými rovinkami a kde k nehodě došlo.
V roce 1984 se velká cena vrátila na zcela nový Nürburgring, nejprve jako Grand Prix Evropy (1984) a pouze jedinkrát jako Grand Prix Německa (1985). Od roku 1986 je Hockenheimring trvale hostitelem německé grand prix. V roce 2006 bylo oznámeno že Grand Prix Německa bude alternovat mezi tratěmi Hockenheimring a Nürburgring.

## Vítězové Grand Prix Německa
Tučně jsou znázorněni účastníci aktuální sezóny šampionátu Formule 1.
Růžové pozadí znázorňuje závody, které nebyly součástí šampionátů Formule 1.
Žluté pozadí znázorňuje závody, které byly vypsány jako Předválečné evropské mistrovství.

### Opakovaná vítězství (jezdci)
| Počet vítězství | Jezdec              | Roky                               |
| --------------- | ------------------- | ---------------------------------- |
| 6               | / Rudolf Caracciola | 1926, 1928, 1931, 1932, 1937, 1939 |
| 4               | Michael Schumacher  | 1995, 2002, 2004, 2006             |
| 4               | Lewis Hamilton      | 2008, 2011, 2016, 2018             |
| 3               | Alberto Ascari      | 1950, 1951, 1952                   |
| 3               | Juan Manuel Fangio  | 1954, 1956, 1957                   |
| 3               | Jackie Stewart      | 1968, 1971, 1973                   |
| 3               | Nelson Piquet       | 1981, 1986, 1987                   |
| 3               | Ayrton Senna        | 1988, 1989, 1990                   |
| 3               | Fernando Alonso     | 2005, 2010, 2012                   |
| 2               | Tony Brooks         | 1958, 1959                         |
| 2               | John Surtees        | 1963, 1964                         |
| 2               | Jacky Ickx          | 1969, 1972                         |
| 2               | Nigel Mansell       | 1991, 1992                         |
| 2               | Alain Prost         | 1984, 1993                         |
| 2               | Gerhard Berger      | 1994, 1997                         |

### Opakovaná vítězství (týmy)
| Počet vítězství | Konstruktér  | Roky |
| --------------- | ------------ | --- |
| 22              | Ferrari      | 1950, 1951, 1952, 1953, 1956, 1959, 1963, 1964, 1972, 1974, 1977, 1982, 1983, 1985, 1994, 1999, 2000, 2002, 2004, 2006, 2010, 2012 |
| 11              | / Mercedes   | 1926, 1927, 1928, 1931, 1937, 1938, 1939, 1954, 2014, 2016, 2018                                                                   |
| 9               | Williams     | 1979, 1986, 1987, 1991, 1992, 1993, 1996, 2001, 2003                                                                               |
| 8               | McLaren      | 1976, 1984, 1988, 1989, 1990, 1998, 2008, 2011                                                                                     |
| 5               | Brabham      | 1966, 1967, 1969, 1975, 1981 |
| 4               | Lotus        | 1961, 1965, 1970, 1978 |
| 3               | Red Bull     | 2009, 2013, 2019 |
| 2               | Alfa Romeo   | 1932, 1935 |
| 2               | / Auto Union | 1934, 1936 |
| 2               | Tyrrell      | 1971, 1973 |
| 2               | / Benetton   | 1995, 1997 |

### Opakovaná vítězství (dodavatelé motorů)
| Počet vítězství | Dodavatel   | Roky |
| --------------- | ----------- | --- |
| 22              | Ferrari     | 1950, 1951, 1952, 1953, 1956, 1959, 1963, 1964, 1972, 1974, 1977, 1982, 1983, 1985, 1994, 1999, 2000, 2002, 2004, 2006, 2010, 2012 |
| 14              | / Mercedes* | 1926, 1927, 1928, 1931, 1937, 1938, 1939, 1954, 1998, 2008, 2011, 2014, 2016, 2018                                                 |
| 11              | Ford**      | 1968, 1969, 1970, 1971, 1973, 1975, 1976, 1978, 1979, 1980, 1981                                                                   |
| 9               | Renault     | 1991, 1992, 1993, 1995, 1996, 1997, 2005, 2009, 2013                                                                               |
| 6               | Honda       | 1986, 1987, 1988, 1989, 1990, 2019                                                                                                 |
| 2               | Alfa Romeo  | 1932, 1935 |
| 2               | Auto Union  | 1934, 1936 |
| 2               | Climax      | 1961, 1965 |
| 2               | Repco       | 1966, 1967 |
| 2               | BMW         | 2001, 2003 |

* Byl vyráběn Ilmor v roce 1998.

** Byl vyráběn Cosworth.

### Vítězové v jednotlivých letech
| Rok         | Jezdec                             | Konstruktér      | Trať           | Výsledky  |
| ----------- | ---------------------------------- | ---------------- | -------------- | --------- |
| 2019        | Max Verstappen                     | Red Bull-Honda   | Hockenheimring | Výsledky  |
| 2018        | Lewis Hamilton                     | Mercedes         | Hockenheimring | Výsledky  |
| 2017        | Nejelo se                          | Nejelo se        | Nejelo se      | Nejelo se |
| 2016        | Lewis Hamilton                     | Mercedes         | Hockenheimring | Výsledky  |
| 2015        | Nejelo se                          | Nejelo se        | Nejelo se      | Nejelo se |
| 2014        | Nico Rosberg                       | Mercedes         | Hockenheimring | Výsledky  |
| 2013        | Sebastian Vettel                   | Red Bull-Renault | Nürburgring    | Výsledky  |
| 2012        | Fernando Alonso                    | Ferrari          | Hockenheimring | Výsledky  |
| 2011        | Lewis Hamilton                     | McLaren-Mercedes | Nürburgring    | Výsledky  |
| 2010        | Fernando Alonso                    | Ferrari          | Hockenheimring | Výsledky  |
| 2009        | Mark Webber                        | Red Bull-Renault | Nürburgring    | Výsledky  |
| 2008        | Lewis Hamilton                     | McLaren-Mercedes | Hockenheimring | Výsledky  |
| 2007        | Nejelo se                          | Nejelo se        | Nejelo se      | Nejelo se |
| 2006        | Michael Schumacher                 | Ferrari          | Hockenheimring | Výsledky  |
| 2005        | Fernando Alonso                    | Renault          | Hockenheimring | Výsledky  |
| 2004        | Michael Schumacher                 | Ferrari          | Hockenheimring | Výsledky  |
| 2003        | Juan Pablo Montoya                 | Williams-BMW     | Hockenheimring | Výsledky  |
| 2002        | Michael Schumacher                 | Ferrari          | Hockenheimring | Výsledky  |
| 2001        | Ralf Schumacher                    | Williams-BMW     | Hockenheimring | Výsledky  |
| 2000        | Rubens Barrichello                 | Ferrari          | Hockenheimring | Výsledky  |
| 1999        | Eddie Irvine                       | Ferrari          | Hockenheimring | Výsledky  |
| 1998        | Mika Häkkinen                      | McLaren-Mercedes | Hockenheimring | Výsledky  |
| 1997        | Gerhard Berger                     | Benetton-Renault | Hockenheimring | Výsledky  |
| 1996        | Damon Hill                         | Williams-Renault | Hockenheimring | Výsledky  |
| 1995        | Michael Schumacher                 | Benetton-Renault | Hockenheimring | Výsledky  |
| 1994        | Gerhard Berger                     | Ferrari          | Hockenheimring | Výsledky  |
| 1993        | Alain Prost                        | Williams-Renault | Hockenheimring | Výsledky  |
| 1992        | Nigel Mansell                      | Williams-Renault | Hockenheimring | Výsledky  |
| 1991        | Nigel Mansell                      | Williams-Renault | Hockenheimring | Výsledky  |
| 1990        | Ayrton Senna                       | McLaren-Honda    | Hockenheimring | Výsledky  |
| 1989        | Ayrton Senna                       | McLaren-Honda    | Hockenheimring | Výsledky  |
| 1988        | Ayrton Senna                       | McLaren-Honda    | Hockenheimring | Výsledky  |
| 1987        | Nelson Piquet                      | Williams-Honda   | Hockenheimring | Výsledky  |
| 1986        | Nelson Piquet                      | Williams-Honda   | Hockenheimring | Výsledky  |
| 1985        | Michele Alboreto                   | Ferrari          | Nürburgring    | Výsledky  |
| 1984        | Alain Prost                        | McLaren-TAG      | Hockenheimring | Výsledky  |
| 1983        | René Arnoux                        | Ferrari          | Hockenheimring | Výsledky  |
| 1982        | Patrick Tambay                     | Ferrari          | Hockenheimring | Výsledky  |
| 1981        | Nelson Piquet                      | Brabham-Ford     | Hockenheimring | Výsledky  |
| 1980        | Jacques Laffite                    | Ligier-Ford      | Hockenheimring | Výsledky  |
| 1979        | Alan Jones                         | Williams-Ford    | Hockenheimring | Výsledky  |
| 1978        | Mario Andretti                     | Lotus-Ford       | Hockenheimring | Výsledky  |
| 1977        | Niki Lauda                         | Ferrari          | Hockenheimring | Výsledky  |
| 1976        | James Hunt                         | McLaren-Ford     | Nürburgring    | Výsledky  |
| 1975        | Carlos Reutemann                   | Brabham-Ford     | Nürburgring    | Výsledky  |
| 1974        | Clay Regazzoni                     | Ferrari          | Nürburgring    | Výsledky  |
| 1973        | Jackie Stewart                     | Tyrrell-Ford     | Nürburgring    | Výsledky  |
| 1972        | Jacky Ickx                         | Ferrari          | Nürburgring    | Výsledky  |
| 1971        | Jackie Stewart                     | Tyrrell-Ford     | Nürburgring    | Výsledky  |
| 1970        | Jochen Rindt                       | Lotus-Ford       | Hockenheimring | Výsledky  |
| 1969        | Jacky Ickx                         | Brabham-Ford     | Nürburgring    | Výsledky  |
| 1968        | Jackie Stewart                     | Matra-Ford       | Nürburgring    | Výsledky  |
| 1967        | Denny Hulme                        | Brabham-Repco    | Nürburgring    | Výsledky  |
| 1966        | Jack Brabham                       | Brabham-Repco    | Nürburgring    | Výsledky  |
| 1965        | Jim Clark                          | Lotus-Climax     | Nürburgring    | Výsledky  |
| 1964        | John Surtees                       | Ferrari          | Nürburgring    | Výsledky  |
| 1963        | John Surtees                       | Ferrari          | Nürburgring    | Výsledky  |
| 1962        | Graham Hill                        | BRM              | Nürburgring    | Výsledky  |
| 1961        | Stirling Moss                      | Lotus-Climax     | Nürburgring    | Výsledky  |
| 1960        | Joakim Bonnier                     | Porsche          | Nürburgring    | Výsledky  |
| 1959        | Tony Brooks                        | Ferrari          | AVUS           | Výsledky  |
| 1958        | Tony Brooks                        | Vanwall          | Nürburgring    | Výsledky  |
| 1957        | Juan Manuel Fangio                 | Maserati         | Nürburgring    | Výsledky  |
| 1956        | Juan Manuel Fangio                 | Ferrari          | Nürburgring    | Výsledky  |
| 1955        | Nejelo se                          | Nejelo se        | Nejelo se      | Nejelo se |
| 1954        | Juan Manuel Fangio                 | Mercedes         | Nürburgring    | Výsledky  |
| 1953        | Giuseppe Farina                    | Ferrari          | Nürburgring    | Výsledky  |
| 1952        | Alberto Ascari                     | Ferrari          | Nürburgring    | Výsledky  |
| 1951        | Alberto Ascari                     | Ferrari          | Nürburgring    | Výsledky  |
| 1950        | Alberto Ascari                     | Ferrari          | Nürburgring    | Výsledky  |
| 1949 - 1940 | Nejelo se                          | Nejelo se        | Nejelo se      | Nejelo se |
| 1939        | Rudolf Caracciola                  | Mercedes         | Nürburgring    | Výsledky  |
| 1938        | Richard Seaman                     | Mercedes         | Nürburgring    | Výsledky  |
| 1937        | Rudolf Caracciola                  | Mercedes         | Nürburgring    | Výsledky  |
| 1936        | Bernd Rosemeyer                    | Auto Union       | Nürburgring    | Výsledky  |
| 1935        | Tazio Nuvolari                     | Alfa Romeo       | Nürburgring    | Výsledky  |
| 1934        | Hans Stuck                         | Auto Union       | Nürburgring    | Výsledky  |
| 1933        | Nejelo se                          | Nejelo se        | Nejelo se      | Nejelo se |
| 1932        | Rudolf Caracciola                  | Alfa Romeo       | Nürburgring    | Výsledky  |
| 1931        | Rudolf Caracciola                  | Mercedes         | Nürburgring    | Výsledky  |
| 1930        | Nejelo se                          | Nejelo se        | Nejelo se      | Nejelo se |
| 1929        | Louis Chiron                       | Bugatti          | Nürburgring    | Výsledky  |
| 1928        | Rudolf Caracciola Christian Werner | Mercedes         | Nürburgring    | Výsledky  |
| 1927        | Otto Merz                          | Mercedes         | Nürburgring    | Výsledky  |
| 1926        | Rudolf Caracciola                  | Mercedes         | AVUS           | Výsledky  |